# Cookham
Cookham es una localidad situada en la autoridad unitaria de Windsor y Maidenhead, en Inglaterra (Reino Unido), con una población estimada a mediados de 2016 de 5090 habitantes.
Se encuentra ubicada al sur de la región Sudeste de Inglaterra, en el condado de Berkshire, al oeste de Londres.